# Primulina speluncae
Primulina speluncae là một loài thực vật có hoa trong họ Tai voi (Gesneriaceae). Loài này có ở Vân Nam (Trung Quốc); được Heinrich Raphael Eduard Handel-Mazzetti mô tả khoa học đầu tiên năm 1936 dưới danh pháp Didymocarpus speluncae. Năm 1972, David Wood chuyển nó sang chi Chirita với danh pháp Chirita speluncae Năm 2011, Mich.Möller & A.Weber chuyển nó sang chi Primulina.
Danh pháp Didymocarpus minutus Hand.-Mazz., 1936 là nom. illeg. do nó được đặt sau danh pháp Didymocarpus minutus Kraenzl., 1927 (là đồng nghĩa của Paraboea minuta (Kraenzl.) B.L.Burtt, 1962).